# Lindö
Lindö – miejscowość (tätort) w Szwecji, w regionie administracyjnym (län) Östergötland, w gminie Norrköping.
Według danych Szwedzkiego Urzędu Statystycznego liczba ludności wyniosła: 4763 (31 grudnia 2015), 5214 (31 grudnia 2018) i 5154 (31 grudnia 2019).